# Auezov
Auezov (ryska: Ауэзов) är en ort i Kazakstan.   Den ligger i oblystet Östkazakstan, i den östra delen av landet, 700 km öster om huvudstaden Astana. Auezov ligger 406 meter över havet och antalet invånare är 4 209.
Terrängen runt Auezov är platt. Runt Auezov är det mycket glesbefolkat, med 3 invånare per kvadratkilometer. Det finns inga andra samhällen i närheten. Trakten runt Auezov består i huvudsak av gräsmarker.